# 上松泰造

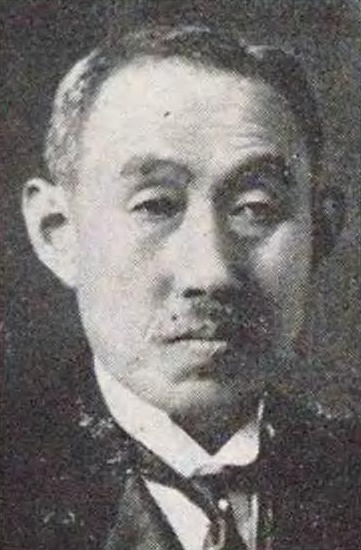
上松泰造

上松 泰造（うえまつ たいぞう、1868年11月1日（明治元年9月17日） - 1949年（昭和24年）8月2日）は、明治から昭和時代前期の大地主、政治家、銀行家。貴族院多額納税者議員。

## 経歴
関谷與藤治の二男、関谷醇三の弟としてのちの岐阜県に生まれ先代上松治郎一の養子となり1905年（明治38年）1月、家督を相続する。岐阜県師範学校を経て、東京法学院を卒業する。農業を営む傍ら、濃飛農工銀行、岐阜貯蓄銀行、第十六銀行各取締役、鏡島銀行頭取、岐阜不動産、岐阜信託各取締役、岐阜県農会長、稲葉郡農会副会長などを歴任した。
1915年（大正4年）岐阜県多額納税者として貴族院議員に互選され、同年10月2日から1925年（大正14年）9月28日まで在任した。さらに1932年（昭和7年）にも貴族院議員に互選され、同年9月29日に就任し、研究会に所属し1939年（昭和14年）9月28日まで在任して通算2期務めた。

## 親族
- 妻：よね子（養父長女）[3]
- 二女：栄（政治家・下条康麿に嫁ぐ）[4]